# Universiteit van Colorado te Boulder
De Universiteit van Colorado te Boulder (Engels: University of Colorado Boulder, afgekort CU-Boulder, of UCB) is een openbare universiteit gelegen bij Boulder in de Amerikaanse staat Colorado. De universiteit is opgericht in 1876 en is daarmee de oudste van de drie vestigingen van de Universiteit van Colorado. De kleuren van de universiteit zijn goud en zilver.
De universiteit telt negen colleges en scholen. Er worden 150 academische programma's aangeboden, en er studeren ongeveer 28.988 studenten. Zes Nobelprijswinnaars, zeven MacArthur Fellows en 17 astronauten zijn verbonden geweest aan de universiteit als student, onderzoeker of lid van de vaste staf.

## Geschiedenis
Op 14 maart 1876 keurde de wetgevende macht van de staat Colorado een verklaring goed waarmee geld werd geschonken voor de oprichting van de Universiteit van Colorado te Boulder, de Colorado School of Mines, en het Colorado-landbouwcollege. Die laatste staat nu bekend als de Colorado State University.
Twee steden concurreerden met elkaar om de locatie voor de universiteit: Boulder en Cañon City. Uiteindelijk werd Boulder gekozen. Als troostprijs werd Cañon City wel uitgekozen als locatie voor de nieuwe staatsgevangenis van Colorado.
Op 20 september 1875 werd begonnen met de bouw van het eerste gebouw van de universiteit. Dit gebouw staat tegenwoordig bekend als Old Main. Op 5 september 1877 opende de universiteit haar deuren. Destijds waren er maar weinig middelbare scholen in Colorado die studenten goed voor konden bereiden op de universiteit, dus werd speciaal hiervoor een extra school geopend op de campus.
In 1917 onderging de universiteit een grote uitbreiding.

## Scholen en colleges
De universiteit van Colorado is verdeeld in verschillende colleges en scholen. De colleges voor kunst en wetenschappen zijn de grootste. Verder telt de universiteit onder andere colleges voor techniek en toegepaste wetenschappen, en scholen voor architectuur, pedagogiek, journalistiek, massacommunicatie, muziek, rechtsgeleerdheid en economie. Op de universiteit zijn ongeveer 3400 vakken beschikbaar, verdeeld over 150 disciplines. De school voor rechtsgeleerdheid is de kleinste van de scholen.

## Sport
De sportteams van de universiteit staan bekend als de Colorado Buffaloes. Ze maken deel uit van de Big 12 Conference en nemen onder andere deel aan de eerste divisie van de NCAA.

## Bekende alumni
- Chauncey Billups (1976), basketballer bij de New York Knicks
- Jeremy Bloom (1982), freestyleskiër, Americanfootballspeler en model
- Andrea Hollander Budy, dichter
- Scott Carpenter (1925), astronaut
- Judy Collins (1939), singer-songwriter
- William Edwards Deming (1900-1993), statisticus
- Tsahiagiin Elbegdorzj (1963), politicus
- John Fante (1909-1983), auteur
- Joe Flanigan (1967), acteur
- Kara Goucher (1978), atlete
- Tyler Hamilton (1971), wielrenner
- Hale Irwin (1945), golfer
- Ellen Johnson-Sirleaf (1938), politicus
- Alan Kay (1940), informaticus, uitvinder van de programmeertaal Smalltalk
- Elisabeth Kübler-Ross (1926-2004), psychiater
- Larry Linville, (1939-2000), acteur
- Christopher Meloni (1961), acteur
- Glenn Miller (1904-1944), jazzmuzikant
- Trey Parker (1969), producer, regisseur, scenarioschrijver, een van de bedenkers van South Park
- Robert Redford (1936), acteur, regisseur, producer
- Bill Ritter (1956), politicus
- Jennifer Simpson, atlete
- Matt Stone (1971), producer, regisseur, scenarioschrijver, een van de bedenkers van South Park
- James Voss (1949), astronaut
- Leon White (1955-2018), bekend als Big Van Vader of Vader, professionele worstelaar
- Kalpana Chawla (1962-2003), astronaut